# تگزاس هیپی کوئلشن
تگزاس هیپی کوئلشن (انگلیسی: Texas Hippie Coalition) (به صورت نوشتاری THC) یک گروه هوی متال آمریکایی از دنیسون، تگزاس است که در سال ۲۰۰۴ تشکیل شد.